# Identity on Fire
Identity on Fire é o terceiro álbum de estúdio da banda de post-hardcore americana A Skylit Drive, lançado em 15 de fevereiro de 2011.

## Produção e gravação
Em sua conta no Formspring, Jagmin anunciou que A Skylit Drive iria começar a escrever e gravar um novo álbum durante o verão de 2010. Ele também disse que o álbum iria ser lançado no início de 2011.
Em Fevereiro de 2010 a Hassle Records publicou em seu site "Temos novos recrutas para a família Hassle Records, por favor recebam A Skylit Drive com os braços abertos ... Recém-saídos da Califórnia, A Skylit Drive estão juntos em sua atual formação desde 2007 e veem espalhando a sua marca única de metalcore em todos os Estados Unidos. Eles lançarão seu segundo álbum Adelphia em outubro e no Reino Unido juntou-se ao crescente movimento A Skylit Drive."
A banda anunciou através do MySpace, que em 29 de maio de 2010, que a banda Desires of Sires vai estrear em sua turnê Adelphia. Recentemente, Michael Jagmin disse no Twitter que Skylit Drive está escrevendo material novo. A Skylit Drive está gravando novas demos. O Layout do Myspace da banda mudou em julho de 2010 com uma nova mensagem dizendo que A Skylit Drive estava no estúdio gravando um novo álbum com Cameron Webb para início de 2011.
Segundo o relato da banda no Twitter. De acordo com o Twitter de Nick, um twitpic de um cartaz promocional confirma o nome do novo álbum para ser oficialmente intitulado Identity on Fire e é esperado para ser lançado em fevereiro de 2011.
Em 15 de novembro de 2010, a banda revelou arte da capa do álbum e confirmou a produção de Cameron Webb (Silverstein, Flyleaf, 30 Seconds To Mars). Uma música do novo álbum será chamada "Ex Marks The Spot". De acordo com o Twitter do Jag é sua música preferida do novo álbum. Em 7 de dezembro de 2010, a banda anunciou a lista de faixas do álbum e uma data fixada em 15 de fevereiro de 2011. Em 5 de janeiro de 2011 via Twitter Michael Jagmin anunciou uma nova música que sai em 11 de janeiro.
"XO Skeleton", foi lançado on-line em 11 de janeiro na página da banda no Facebook. Olhando de perto a capa do álbum, o logotipo circular principal parece ser um "X" dentro de um "O".
O segundo single e vídeo da música "Too Little Too Late" estreou em 24 de janeiro no iTunes. O terceiro single oficial "Ex Marks the Spot" se prepara para lançar no mesmo dia do lançamento do álbum, em 15 de fevereiro. A música também está disponível para download no Rock Band Network no Xbox 360 para 160MSP.
Em 10 de fevereiro o álbum começou em streaming no PureVolume.com.
O álbum estreou no número 98 na Billboard 200.

## Faixas
| N.º            | Título                            | Duração |  |
| 1.             | "Carry the Broken"                | 1:23    |  |
| 2.             | "Too Little Too Late"             | 3:11    |  |
| 3.             | "XO Skeleton"                     | 3:31    |  |
| 4.             | "Conscience Is A Killer"          | 3:55    |  |
| 5.             | "Ex Marks The Spot"               | 4:35    |  |
| 6.             | "The Cali Buds"                   | 3:38    |  |
| 7.             | "Your Mistake"                    | 3:48    |  |
| 8.             | "Fuck The System"                 | 2:57    |  |
| 9.             | "500 Days Of Bummer"              | 4:22    |  |
| 10.            | "Tempt Me, Temptation"            | 3:29    |  |
| 11.            | "Identity On Fire"                | 4:18    |  |
| 12.            | "If You Lived Here You'd Be Home" | 4:10    |  |
| Duração total: | Duração total:                    | 41:16   |  |

| Itunes Faixas Bônus |                               |         |  |
| N.º                 | Título                        | Duração |  |
| 13.                 | "Black And Blue"              | 2:14    |  |
| 14.                 | "400 Foot Robots"             | 3:43    |  |
| 15.                 | "Too Little Too Late" (Vídeo) | 3:14    |  |

## Gráficos
| Gráficos                          | Posição nas paradas |
| --------------------------------- | ------------------- |
| U.S. Billboard                    | 98                  |
| U.S. Billboard Rock Albums        | 26                  |
| U.S. Billboard Independent Albums | 15                  |
| U.S. Billboard Alternative Albums | 16                  |

## Créditos
A Skylit Drive
- Michael "Jag" Jagmin – vocal
- Brian White – baixo, guturais
- Joey Wilson – guitarra principal
- Nick Miller – guitarra base
- Kyle Simmons – teclado, sintetizador, piano, programação
- Cory La Quay – bateria, gutural